# Anton Roschmann

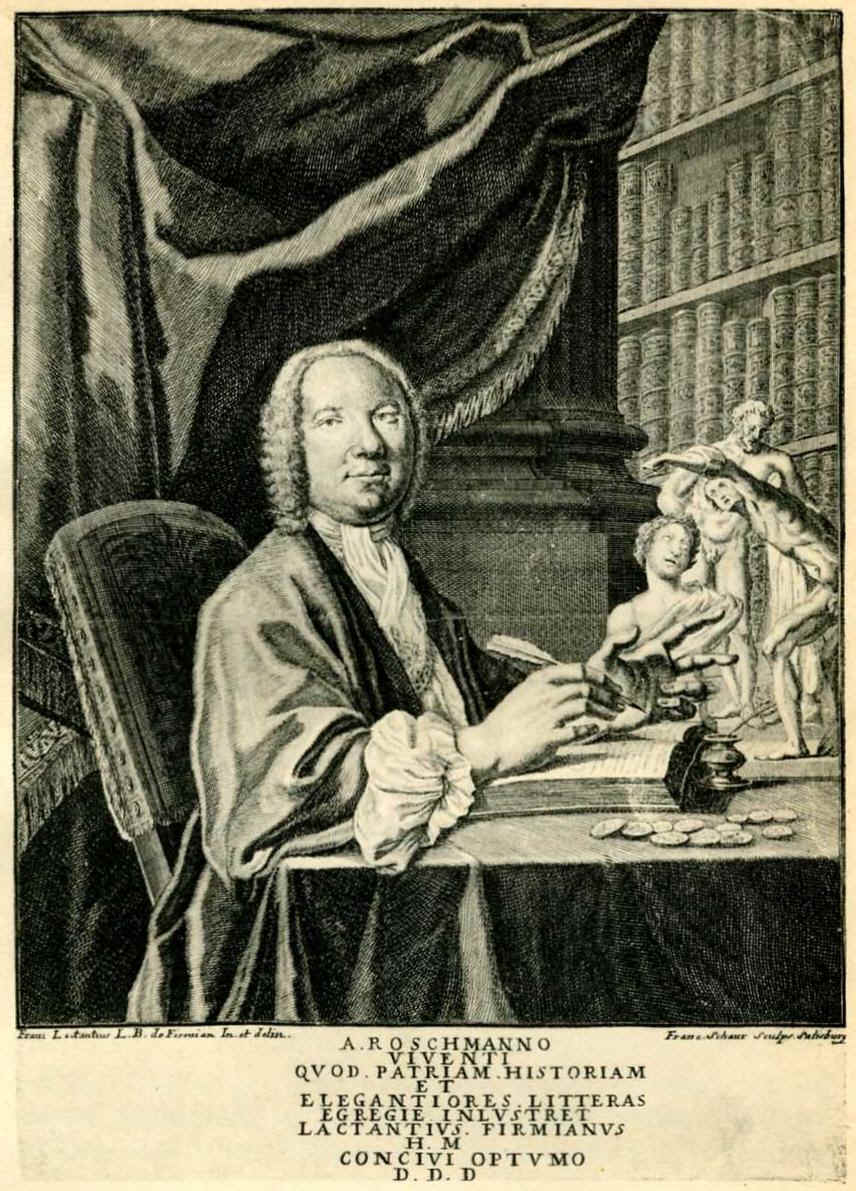
Porträt von Anton Roschmann

Anton Roschmann (auch Antonio Roschmann; * 7. Dezember 1694 in Hall in Tirol; † 25. Juni 1760 in Innsbruck) war ein Tiroler Historiker und Bibliothekar.  Er machte sich unter anderem als Gründer der Universitäts- und Landesbibliothek Tirol sowie als Tiroler Landeshistoriker einen Namen.

## Leben
Roschmann war Sohn eines Salinenbeamten in Hall. Er besuchte das Gymnasium in Hall und ging anschließend zum Studium an die Universität Innsbruck.  Nach dem Studium der Philosophie widmete er sich dem Studium der Theologie und schließlich dem Studium der Rechtswissenschaft. Da er durch seine Eltern nicht ausreichend finanziell unterstützt werden konnte, war er bereits früh darauf angewiesen, Geld zu verdienen. Bis 1720 verfasste er einen Katalog für die Handschriften der Bibliothek des Klosters Stams. Anschließend und nach Abschluss seiner Studien wurde er von der Regierung von Tirol beauftragt die vereinigte Hofbibliothek der Innsbrucker Hofburg, die durch die Vereinigung mit der Bibliothek des Schloss Ambras 8000 Bände umfasste, zu katalogisieren. Bereits zu dieser Zeit trat er als Schriftsteller in Erscheinung.
Roschmann wurde 1722 in Innsbruck zum Lic. iur. graduiert und hielt anschließend die Stelle als Universitätsnotar an der Innsbrucker Hochschule. 1727 bestand er die Notariatsprüfung und wurde zum öffentlichen kaiserlichen Notar bestellt; später soll er auch apostolischer Notar gewesen sein. Roschmann war in dieser Zeit ungebrochen als Historiker und Topograph tätig. Am 20. Juni 1740 ernannte ihn der tirolische Landschaftskongress zum „Landschaftlich tirolischen Historicus“.
Roschmann engagierte sich für eine öffentliche Bibliothek für die Innsbrucker Universität. Am 22. Mai war sein Vorhaben von Erfolg gekrönt. Kaiserin Maria Theresia verordnete die Herstellung der Bibliothek, die im Juli 1746 eröffnet werden konnte. Roschmann wurde ihr erster Leiter und stand der Bibliothek bis zu seinem Tod 1760 vor. Er legte eine Münz- und Kupferstichsammlung, eine Sammlung tirolischer Originalzeichnungen und Stiche, eine Sammlung von Mineralien sowie eine Sammlung der in Tirol aufgefundenen römischen Inschriften und Altertümer in Abschrift und Nachbildung an, wobei er aufgrund der schlechten Mittelausstattung hauptsächlich auf Geschenke angewiesen war.
Roschmann wurde 1747 auf Veranlassung des Ministers Rudolph Chotek von Chotkow zum Adjunkten des k. k. Geheimen Staatsarchivars Anton Dionys von Sperges in Innsbruck ernannt, mit der Intention ihn als Amtsnachfolger vorzubereiten. In diesem Zug konnte er seine Stelle als Universitätsnotar abgeben. Diese neue Stelle ermöglichte Roschmann einen breiteren Zugang zu den Beständen des Innsbrucker Statthaltereiarchivs. Als 1751 der mit dem Aufbau des Wiener Staatsarchiv betraute Theodor Anton Taulow von Rosenthal nach Innsbruck kam, unterstützte er diesen beim Durchforsten der Bestände. Taulow von Rosenthal, der Roschmann zu schätzen lernte, empfahl ihn anschließend der Kaiserin für das Staatsarchiv in Wien. Kaiserin Maria Theresia folgte dem Wunsch Taulow von Rosenthals und berief ihn als Adjunkten nach Wien. Roschmann schlug diese Stelle aus, erhielt allerdings in der Folge eine Gehaltserhöhung. 1756 folgte er auf Spreges als Leiter des Archivs in Innsbruck. Bezüglich der Bistumsgeschichte des Bistums Brixen stand er im Streit mit Girolamo Tartarotti.
Roschmann wurde 1752 Ehrenmitglied der Gesellschaft deutscher Benediktiner, 1753 Mitglied der Accademia Roveretana degli Agiati mit Mitgliedsnamen Cronimo sowie 1759 auswärtiges Mitglied der Bayerischen Akademie der Wissenschaften.

## Werke (Auswahl)
- Vita mundi seu ars medica suis elogiis adumbrata, Wagner, Innsbruck 1720.
- Austria saecolorum felicitas ex nummis et inscriptionibus romanis eruta ac Austriacorum Caesarum elogiis expressa, Wagner, Innsbruck 1724.
- Quadrifolium medicum seu fama posthuma IV medicorum Tyrolensium editis operibus illustrium elogiis asserta, Wagner, Innsbruck 1729.
- Praerogativae Carinthiae antiquo-novae Calamo encomiaste descriptae, Wagner, Salzburg 1734.
- Kurtze Beschreibung Der Fürstlichen Graffschafft Tyrol, Holzer, Innsbruck 1740.
- Veldidena Urbs Antiquissima Augusti Colonia Et Totius Rhætiæ Princeps, Bartholomäus, Ulm 1744.
- Glaubwürdige Nachrichten über das Leben und vormahlig berühmte Grabstatt zu Mays im Tyrol des H. Valentini Bischofs zu Passau, Ulm 1746.
- Ursprung Und Merckwürdigkeiten Der Kayserlich-Königlichen Ertz-Hertzogl. Haubt- und Residentz-Stadt Ynsbrugg Im Tyrol Ursprung Und Merckwürdigkeiten Der Kayserlich-Königlichen Ertz-Hertzogl. Haubt- und Residentz-Stadt Ynsbrugg Im Tyrol, Wagner, Innsbruck 1747.
- Coniecturae pro asserendo episcopatu Sabionensi S. Cassiani, martyris imolensis, id est foro-corneliensis, Krapf, Brixen 1748.
- De Episcopatu Sabionensi S. Cassiani martyris deque S. Ingenuini, ejusdem urbis episcopi actis Hieronymi Tartarotti Roboretani ad Antonium Roschmannum epistolae disquisitio, Wagner, Ulm 1751.
- Sammlung auserlesener Kupferstiche von Anfang dieser Kunst bis auf gegenwärtige Zeiten, worin die Werke der vornehmsten Künstleren aus der Kunstkammer zu Amras, von der Residenz allhier (Innsbruck) mehrentheils aber durch einiger auf des Landes Tyrol Beste Gutthätern abzielende Freigebigkeit für die k. k. öffentliche Bibliothek allhier zusammen und in diese Ordnung gebracht, 31 Bände, Landesbibliothek Innsbruck.